# Experimenteel muziekinstrument
Een experimenteel muziekinstrument is een muziekinstrument waarbij geëxperimenteerd wordt met de organologie van het object. Luigi Russolo, Leon Theremin en Harry Partch zijn beroemde uitvinders van diverse nieuwe muziekinstrumenten. In veel gevallen vallen deze instrumenten buiten het classificatie-systeem van Sachs-Hornbostel.

## Onderscheiding van verwante begrippen
Het begrip is nauw verwant met sound sculpture en geluidsinstallatie. Men spreekt eerder van een experimenteel muziekinstrument als er daadwerkelijk op gespeeld dient te worden. Bij sound sculptures en geluidsinstallaties is soms ook sprake van interactie met mensen, maar dit betreft dan de toeschouwer. Bij een experimenteel muziekinstrument wordt het object gespeeld door de begeleider van het object. Een exacte strikte grens is hierbij niet altijd eenvoudig te stellen en er zijn overlappingen. De Bambuso sonoro van Hans van Koolwijk is bijvoorbeeld zowel een experimenteel muziekinstrument dat hij zelf live bespeeld alsook een sculptuur, vanwege zijn exhorbitante verschijningsvorm. Ook zijn er grensvervagingen richting performance kunst, zoals in het geval van sommige werken van Michel Waisvisz, zoals zijn 'The Hands' waarin zichzelf omhing met elektronische muziekinstrumenten en zelf een levend sculptuur werd. Ook het werk van Ellen Fullman bevindt zich tussen al die grensgebieden.

## Microtonale muziek
Veel experimentele muziekinstrumenten hebben een afwijkende speelwijze en configuratie van de bespeelbare onderdelen. Dit hangt in veel gevallen samen met microtonale muziek, waarbij afgeweken wordt van het reguliere 12 toonssysteem en soms tot wel 43 tonen in een octaaf of op een instrument aanwezig zijn. Harry Partch was op dit vlak een pionier, echter ook hij had voorlopers en er bestaan veel klavieren met afwijkende toetsenbordconfiguraties.
Partch werkte met een kleursysteem voor zijn toonafstanden, die kleurcodering treft men ook wel aan bij experimentele synthesizers, vaak gemaakt door de bespelers zelf.

## EMI
In de jaren tachtig gaf Bart Hopkin een tijdschrift experimental musical instruments uit, waarin hij de meest opmerkelijke vormen van deze kunstvorm publiceerde. Naderhand zou hij de website EMI oprichten, later hernoemd als windworld.com.